# Furtwangen
Furtwangen (pronunciación en alemán: /ˈfʊʁtˌvaŋən/ⓘ) es una pequeña ciudad enclavada en la espesura de la Selva Negra Alemana (Schwarzwald), en el estado de Baden-Wurtemberg. Pertenece al distrito de Selva Negra-Baar junto con las ciudades gemelas de Villingen y Schwenningen. La ciudad está situada a los pies del monte Brend y durante siglos ha mantenido la rivalidad con la vecina localidad de Donaueschingen por ser el lugar donde nace el río "Danubio". Desde Furtwangen se puede trazar una línea imaginaria que divide las cuencas hidrográficas que dividen Europa ya que también situado en este municipio de la Selva Negra nace el río Elz que al contrario que el Danubio que finaliza en el Mar Negro, este arroja sus aguas al Mar del Norte.

## Historia
A mediados del siglo XVIII se introdujo la relojería en la región y Furtwangen se convirtió en uno de sus centros, fundando la Escuela de Relojería en 1850. El edificio histórico más importante de Furtwangen es la hostería de la capilla de San Martín que fue en su día una imponente granja cuyos orígenes se remontan al siglo XV. El edificio fue reconstruido en 1739. También es destacable la torre refugio del monte Brend situada a 1149 metros de altura sobre el nivel del mar y que data de 1905.

## Educación y cultura
Furtwangen destaca por ser la sede de la Universidad de Ciencias Aplicadas de Furtwangen o Hochschule Furtwangen (antes Fachhochschule Furtwangen), del Museo Alemán del Reloj, del Internado de Deportes Invernales (Ski Internat). 

## Economía
La ciudad cuenta con una de las más importantes industrias de microelectrónica y de técnica de precisión en la Unión Europea (UE).